# Cispadanske Republik
Cispadanske Republik (Repubblica Cispadana) var en kortlivet republik i det nordlige Italien. Den etableredes i 1796 af Napoleon, efter hans sejrrige krige i området. Området bestod af det tidligere Hertugdømmet Modena samt nogle nordlige områder i Pavestaten.
Republikken ophørte med at eksistere allerede året efter, da det sammen med bl.a. Transpadanske Republik dannede det nye Cisalpinske Republik.
44°29′42″N 11°20′33″Ø / 44.495°N 11.3425°Ø